# Route 227 (Québec)
Pour les articles homonymes, voir Route 227.
La route 227 (R-227) est une route régionale québécoise d'orientation nord / sud située sur la rive sud du fleuve Saint-Laurent. Elle dessert la région de la Montérégie.

## Tracé
La route 227 débute à Venise-en-Québec, à la pointe nord du Lac Champlain, sur la route 202. Elle se termine à Sainte-Madeleine sur l'A-20 et traverse au passage la ville de Marieville. Elle est parallèle à la route 133.

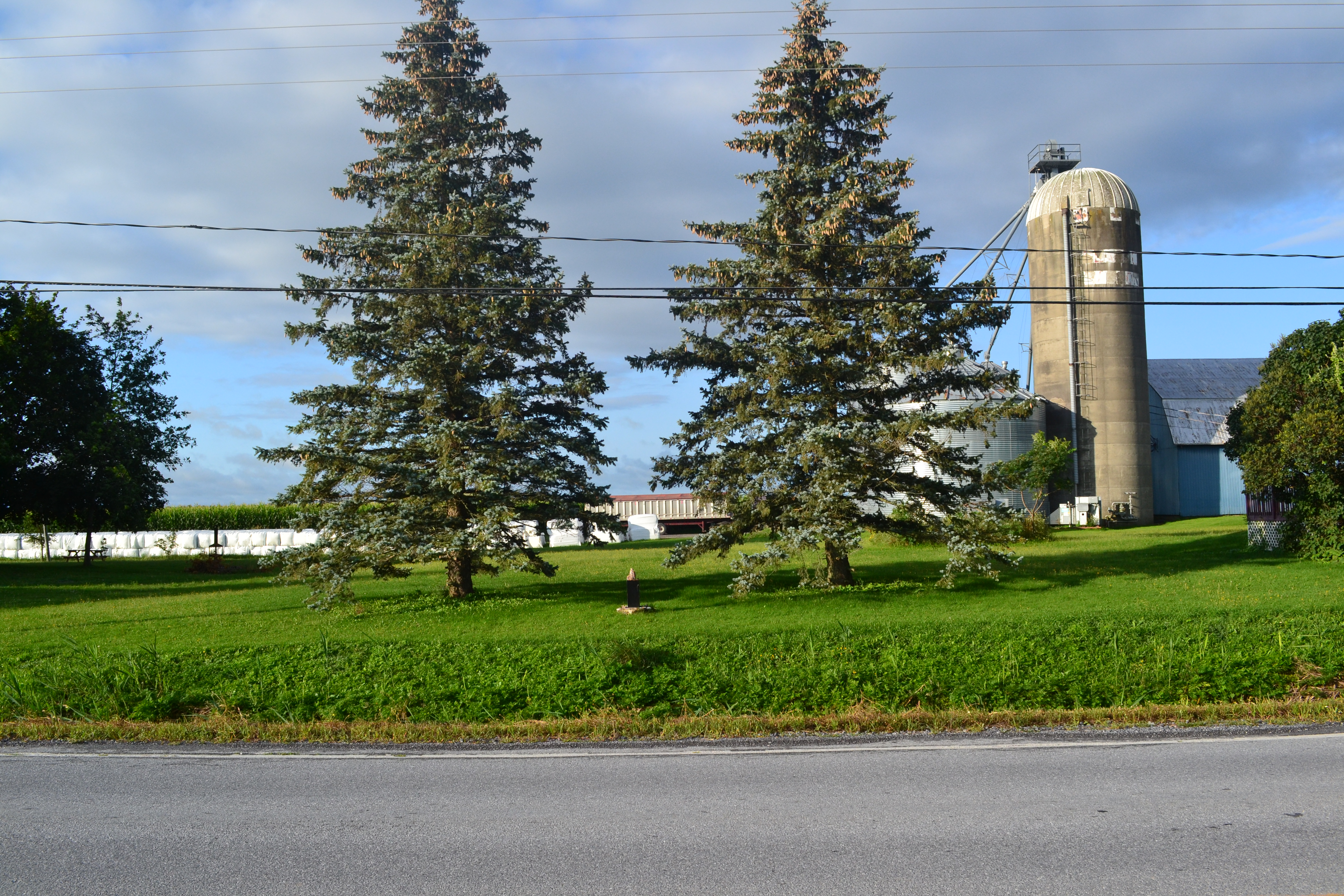
Paysage rural le long de la route 227 à Saint-Alexandre.
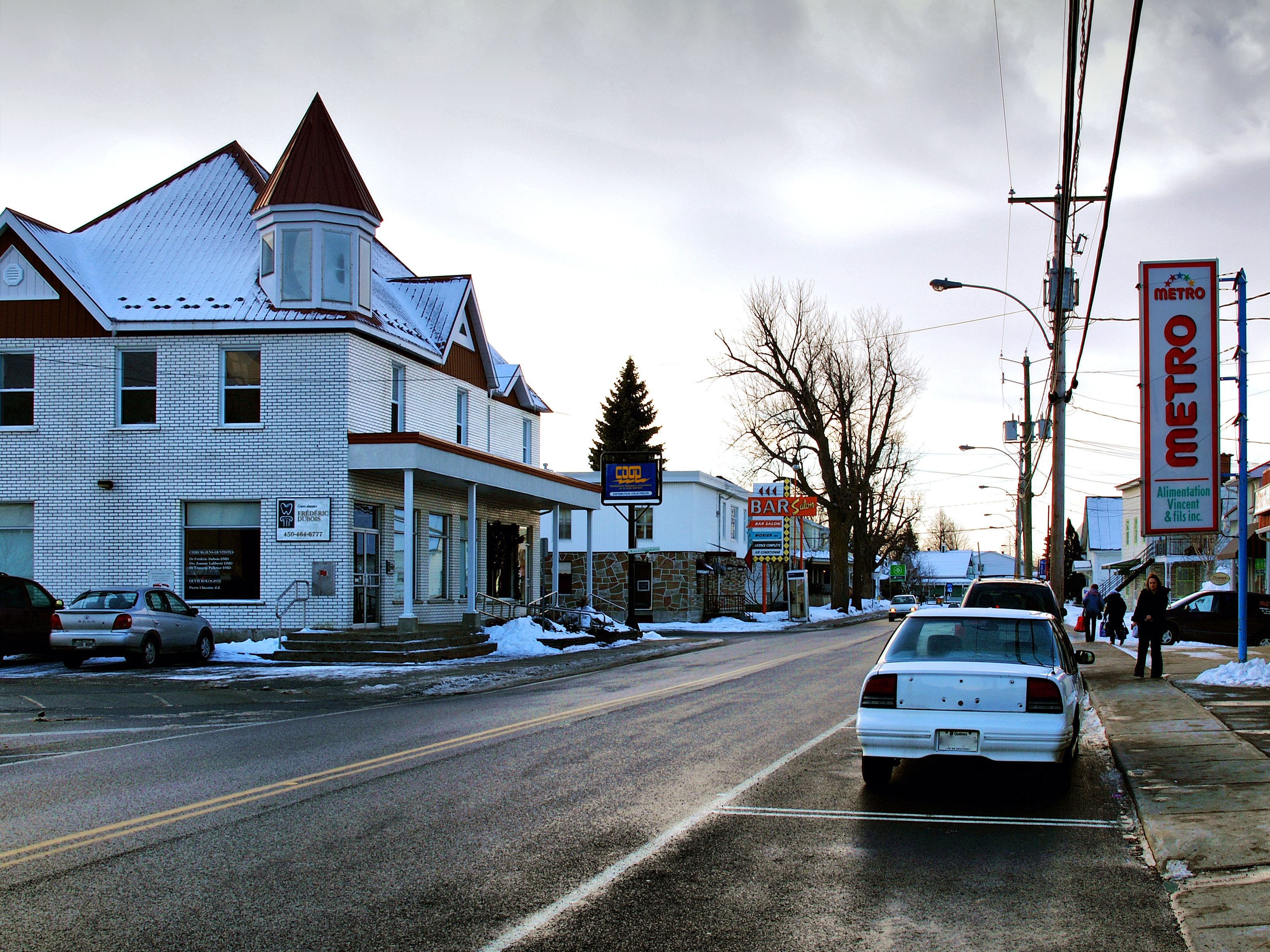
La route 227 est concomitante avec la rue Principale de Saint-Jean-Baptiste.

## Localités traversées (du sud au nord)
Liste des municipalités dont le territoire est traversé par la route 227, regroupées par municipalité régionale de comté.

### Montérégie
Le Haut-Richelieu
- Venise-en-Québec
- Saint-Sébastien
- Saint-Alexandre
- Mont-Saint-Grégoire
- Sainte-Brigide-d'Iberville

Rouville
- Sainte-Angèle-de-Monnoir
- Marieville

La Vallée-du-Richelieu
- Saint-Jean-Baptiste

Les Maskoutains
- Sainte-Marie-Madeleine
- Sainte-Madeleine

## Intersections majeures
| MRC                     | Municipalité                                          | km    | Destinations                                                          | Notes                                                                                                   |
| ----------------------- | ----------------------------------------------------- | ----- | --------------------------------------------------------------------- | --- |
| Le Haut-Richelieu       | Venise-en-Québec                                      | 0,00  | R-202 – Saint-Georges-de-Clarenceville, Lacolle, Bedford              | |
| Le Haut-Richelieu       | Saint-Sébastien                                       | 5,00  | R-133 vers A-35 – Henryville, Montréal, Bedford                       | Montréal indiqué en direction nord, Bedford indiqué en direction sud                                    |
| Le Haut-Richelieu       | Limite Mont-Saint-Grégoire–Sainte-Brigide-d'Iberville | 32,40 | R-104 – Sainte-Brigide-d'Iberville, Farnham, Saint-Jean-sur-Richelieu | Sainte-Brigide-d'Iberville indiqué en direction sud, Saint-Jean-sur-Richelieu indiqué en direction nord |
| Rouville                | Marieville                                            | 39,00 | A-10 – Montréal, Sherbrooke                                           | Sortie 37 de l'A-10                                                                                     |
| Rouville                | Marieville                                            | 42,80 | R-112 – Granby, Chambly                                               | |
| La Vallée-du-Richelieu  | Saint-Jean-Baptiste                                   | 51,90 | R-229 sud – Rougemont                                                 | Terminus sud du multiplex avec la R-229                                                                 |
| La Vallée-du-Richelieu  | Saint-Jean-Baptiste                                   | 57,90 | R-229 nord – Mont-Saint-Hilaire                                       | Terminus nord du multiplex avec la R-229                                                                |
| Les Maskoutains         | Sainte-Madeleine                                      | 62,90 | R-116 – Belœil, Saint-Hyacinthe                                       | |
| Les Maskoutains         | Sainte-Marie-Madeleine                                | 64,90 | A-20 – Montréal, Québec                                               | Sortie 120 de l'A-20                                                                                    |
| - Terminus de multiplex |                                                       |       |                                                                       | |